# تام پوستون
تام پوستون (به انگلیسی: Tom Poston) (زاده ۱۷ اکتبر ۱۹۲۱–درگذشته ۳۰ آوریل ۲۰۰۷)، بازیگر آمریکایی است.
از فیلم‌های او می‌توان به دفتر خاطرات شاهزاده خانم ۲، داستان ما، کریسمس در کنار خانواده کرنک اشاره کرد.